# Dobrava ob Krki
Dobrava ob Krki este o localitate din comuna Krško, Slovenia, cu o populație de 95 de locuitori.